# Bósnia e Herzegovina nos Jogos Olímpicos de Verão de 2012
Bósnia e Herzegovina competiu nos Jogos Olímpicos de Verão de 2012, que aconteceram na cidade de Londres, no Reino Unido, de 27 de julho até 12 de agosto de 2012.

## Desempenho

### Atletismo
Os atletas da bósnia e Herzegovina até agora alcançaram índices de classificação nos seguintes eventos (máximo de três atletas por índice A e um por índice B):
Eventos com um atleta classificado por índice A:
- Maratona feminino

Eventos com um atleta classificado por índice B:
- Arremesso de peso masculino

### Natação
Masculino
| Atletas      | Evento       | Eliminatórias | Eliminatórias | Semifinal   | Semifinal   | Final       | Final       |
| Atletas      | Evento       | Tempo         | Posição       | Tempo       | Posição     | Tempo       | Posição     |
| ------------ | ------------ | ------------- | ------------- | ----------- | ----------- | ----------- | ----------- |
| Ensar Hajder | 200 m medley | 2min05s70     | 36º           | Não avançou | Não avançou | Não avançou | Não avançou |

Feminino
| Atletas        | Evento      | Eliminatórias | Eliminatórias | Semifinal   | Semifinal   | Final       | Final       |
| Atletas        | Evento      | Tempo         | Posição       | Tempo       | Posição     | Tempo       | Posição     |
| -------------- | ----------- | ------------- | ------------- | ----------- | ----------- | ----------- | ----------- |
| Ivana Ninkovic | 100 m peito | 1min14s04     | 41º           | Não avançou | Não avançou | Não avançou | Não avançou |

### Tiro
Masculino
| Atleta         | Evento                | Qualificação | Qualificação | Final       | Final       | Posição |
| Atleta         | Evento                | Placar       | Posição      | Placar      | Total       | Posição |
| -------------- | --------------------- | ------------ | ------------ | ----------- | ----------- | ------- |
| Nedžad Fazlija | Carabina de ar 10 m   | 585          | 44º          | Não avançou | Não avançou | 44º     |
| Nedžad Fazlija | Carabina deitado 50 m | 587          | 45º          | Não avançou | Não avançou | 45º     |